# T. Michael Coleman
Thomas Michael Coleman (3 januari 1951) is een Amerikaanse bluegrass-, folk- en countrybassist en cinematograaf.

## Biografie
Coleman groeide op in Mayodan, North Carolina en studeerde in 1969 af aan de Madison-Mayodan High School, waar hij deel uitmaakte van bluegrass- en folkloristische groepen. Nadat hij elke keer als geluidstechnicus had gewerkt telkens als Doc Watson naar de nabijgelegen Appalachian State University kwam, speelde Coleman bas met Doc Watson en zijn zoon Merle vanaf 1974 tot 1986. Coleman toerde ook met Doc Watson en David Holt tijdens de laatste drie jaar van Doc's leven.
Na zijn tijd bij Watson trad Coleman toe tot The Seldom Scene, ter vervanging van Tom Gray. Coleman was van 1986 tot 1995 bij The Seldom Scene. Er waren aanvankelijke bezwaren tegen het gebruik van een elektrische bas door Coleman in de normaal akoestische bluegrass-bezetting, maar het spel van Coleman paste bij het geluid van de band.
Na het verlaten van The Seldom Scene, sloot Coleman zich aan bij Chesapeake met Moondi Klein, Mike Auldridge en Jimmy Gaudreau. Ze brachten drie albums uit bij het Sugar Hill-label. Zonder banjo waren ze meer akoestisch country dan bluegrass. Chesapeake stopte in 1999 toen hun contract met Sugar Hill afliep.
In 2013 nam Colerman het album Ready for the Times op met Bryan Sutton en David Holt als eerbetoon aan Doc Watson. Het trio kwam in 2011 bij elkaar en trad regelmatig op onder de naam Deep River Rising.
Pocket werd uitgebracht in 2016 en was het eerste album van Coleman. Medewerkenden waren onder meer Alan Bibey, Sam Bush, Kelen Coleman, Jerry Douglas, Buddy Greene, Lamar Hill, David Holt, Rob Ickes, Jens Kruger, Jack Lawrence, Jeff Little, Pat McInerney, Stephen Mougin, Herb Pedersen, Allen Shadd, Bryan Sutton, Doc Watson en Tony Williamson.

## Awards
Projecten waar Coleman bij betrokken was, werden vijf keer genomineerd voor een Grammy Award: eenmaal in 1982, tweemaal in 1998, eenmaal in 1982 en eenmaal in 1994.

## Privéleven
Coleman is een bekroonde videograaf en filmmaker, bekend van zijn werk aan Children of Armageddon (2008), Broke: The New American Dream (2009) en Inside the Afghanistan War (2012). De dochter van Coleman is actrice Kelen Coleman.

## Discografie

### Soloalbums
- 2016: Pocket (Chesterbury)

### Met Sutton, Holt en Coleman
- 2013: Ready for the Times (High Windy)

### MetDoc Watson
- 1975: Memories (United Artists Records)
- 1976: Doc and the Boys (United Artists)
- 1977: Lonesome Road (United Artists)
- 1978: Look Away! (United Artists)
- 1979: Live and Pickin' (United Artists)
- 1980: Reflections (RCA Records)
- 1981: Red Rocking Chair (Flying Fish Records)
- 1983: Doc and Merle Watson's Guitar Album (Flying Fish)
- 1984: Down South (Flying Fish)
- 1985: Pickin' the Blues (Flying Fish)
- 1986: Riding the Midnight Train (Sugar Hill)
- 1987: Portrait (Sugar Hill)
- 1990: On Praying Ground (Sugar Hill)
- 1991: My Dear Old Southern Home (Sugar Hill)
- 1992: Remembering Merle (Sugar Hill)
- 1995: Docabilly (Sugar Hill)
- 1999: Third Generation Blues (Sugar Hill)
- 2002: Round the Table Again (Sugar Hill)

### Met The Seldom Scene
- 1988: A Change of Scenery (Sugar Hill)
- 1990: Scenic Roots (Sugar Hill)
- 1992: Scene 20: 20th Anniversary Concert (Sugar Hill)
- 1994: Like We Used to Be (Sugar Hill)

### Met Chesapeake
- 1994: Rising Tide (Sugar Hill)
- 1995: Full Sail (Sugar Hill)
- 1997: Pier Pressure (Sugar Hill)
- 2014: Hook, Live & Sinker (Chesterbury) compilatie van live optredens

### MetMike AuldridgeenLou Reid
- 1989: High Time (Sugar Hill)

### Als componist
- 1988: Jack McDuff - The Re-Entry (Muse Records) - track 2, One Hundred Years (mede geschreven met B.J. Wright)
- 1993: Lou Reid - Carolina Blue (Webco Records) - track 4, Oh Lord Have Mercy (On My Soul) (mede geschreven met Lou Reid)
- 2010: Lou Reid and Carolina - Sounds Like Heaven To Me (Rural Rhythm Records) - track 13, Oh Lord Have Mercy (On My Soul) (mede geschreven met Lou Reid)
- 2011: Lonesome Highway - Got Away with Murder (CD Baby) - track 5, Red Georgia Clay (mede geschreven met Lou Reid)
- 2015: Jamie Harper - Old Pal (Mountain Fever) - track 8, Her Memories Bound to Ride (mede geschreven met Lou Reid)

### Als producent
- 1988: Robin and Linda Williams - All Broken Hearts Are the Same (Sugar Hill)
- 1989: The Smith Sisters - Roadrunner (Flying Fish)

### Verschijnt ook op
- 1976: Mike Auldridge - Mike Auldridge (Flying Fish)
- 1976: Gove Scrivenor - Shady Gove (Flying Fish)
- 1979: Gove Scrivenor - Coconut Gove (Flying Fish)
- 1980: Curly Seckler en Nashville Grass - Take a Little Time (CMH Records)
- 1982: Marty Stuart - Busy Bee Cafe (Sugar Hill)
- 1983: Dan Crary - Guitar (Sugar Hill)
- 1984: The Smith Sisters - Bluebird (Flying Fish)
- 1986: Johnny Cash - Believe in Him (Word Records)
- 1986: The Smith Sisters - Mockingbird (Flying Fish)
- 1986: Marty Stuart - Marty Stuart (Columbia Records)
- 1990: Mike Auldridge - Treasures Untold (Sugar Hill)
- 1992: Marty Stuart - Let There Be Country (Columbia)
- 2003: The Chieftains - Further Down the Old Plank Road (Victor / Arista)